# Liána

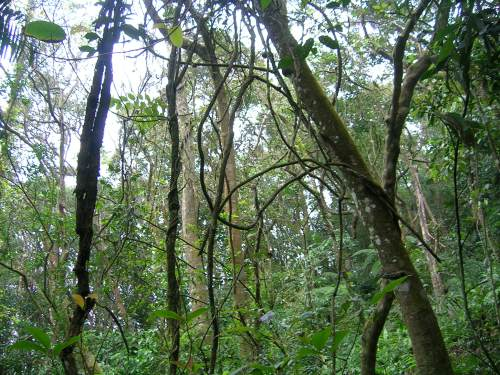
Liány šplhající po stromě v Západních Ghátách (Indie)

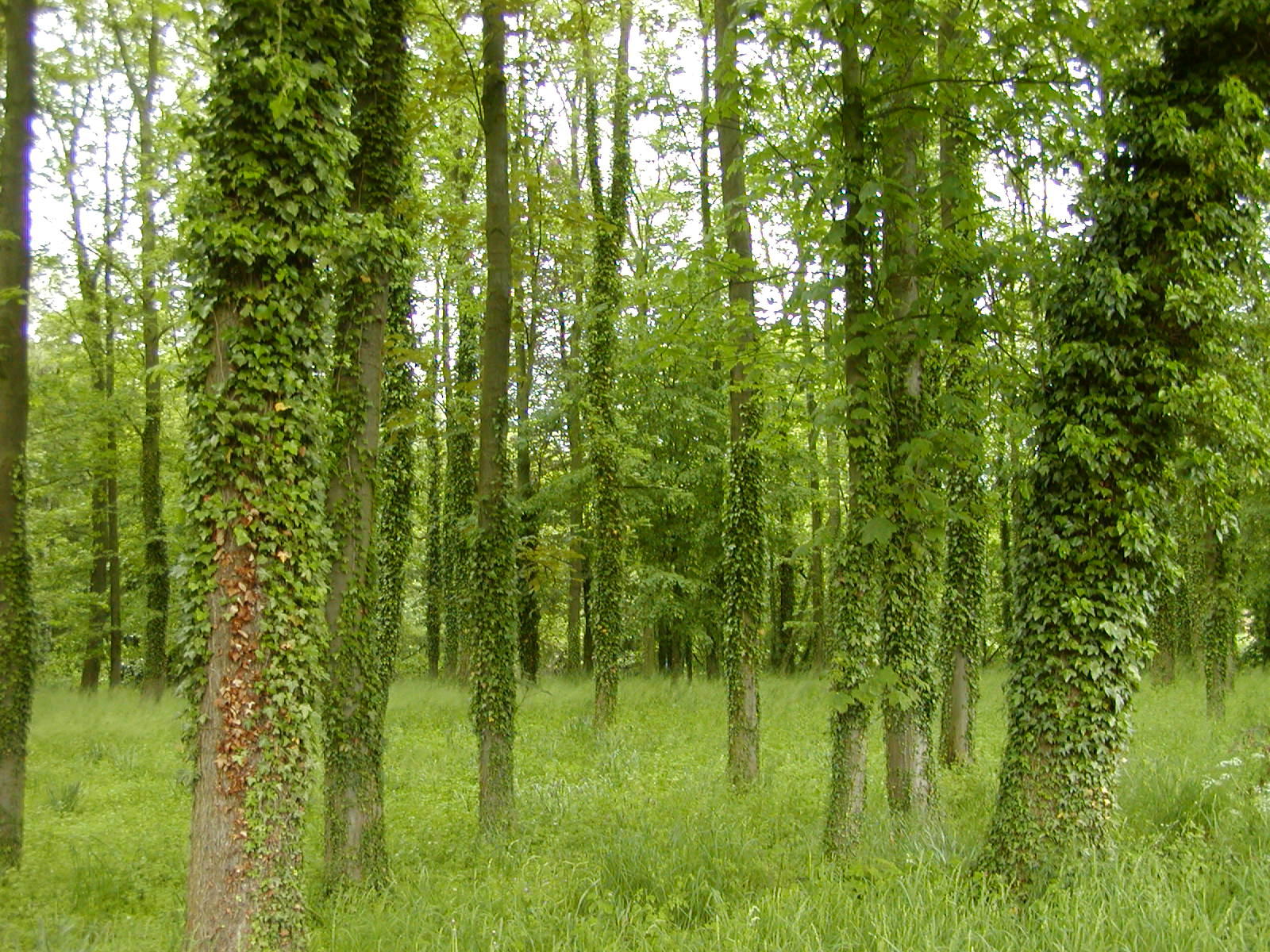
Břečťan popínavý (Polsko)

Liána je popínavá rostlina s dřevnatým stonkem. Koření v zemi a používá kmen stromu jako oporu pro svůj stonek. Tím se dostane do vyšších pater lesa a získá více světla pro fotosyntézu. Některé liány jsou užívané i jako okrasné rostliny.
Ne všechny popínavé rostliny jsou liány, například svlačec rolní má stonek bylinný, a není proto mezi liány zařazován. Popínavým rostlinám se zkráceně také říká popínavky.

## Výskyt a druhy
Liány jsou dobře známé z tropických deštných pralesů. Tyto liány obvykle překlenují jednotlivé stromy a tak spojují celý prales do jednoho komplexu. Tím umožňují stromovým živočichům dostat se ze stromu na strom (lemur). Některé liány udrží i člověka.
Existují však i liány v mírných pásech, například z rodu plamének (Clematis), réva vinná (Vitis vinifera), chmel otáčivý (Humulus lupulus) a další.

## Mechanismy zachycení lián na podkladě
Liány si vyvinuly několik základních způsobů, jak se udržet na podkladě, jímž nejčastěji bývá strom. Prvním způsobem je ovíjení, a to buď pravotočivé (například chmel otáčivý), nebo levotočivé (vistárie). Jiné liány, jako je břečťan popínavý nebo křivouš, si zase vyvinuly příčepivé kořínky. Třetí možností jsou různé úponky, například u révy, révovníku či loubinců.

## Použití
Popínavé rostliny se používají k pokrytí větších vertikálních, nebo horizontálních ploch, vytvoření zajímavých efektů (loubí, pergoly).

### Příklady popínavých dřevin
- akébie (Akebia)
- révovník (Ampelopsis)
- aktinidie (Actinidia)
- břečťan popínavý (Hedera helix)
- loubinec popínavý (Parthenocissus inserta)
- loubinec pětilistý (Parthenocissus quinquefolia)
- klanopraška (Schisandra)

- loubinec trojlaločný (Parthenocissus tricuspidata)
- mučenka (Passiflora)
- plamének (Clematis)
- podražec velkolistý (Aristolochia durior)
- vistárie (Wisteria)
- réva vinná (Vitis vinifera)
- opletka (Aubrieta)

- zimolez ovíjivý (Lonicera periclymenum)
- růže (Rosa)
- křivouš (Campsis)